# Ryhonos
Ryhonos is een geslacht van vliesvleugeligen uit de familie Eulophidae. De wetenschappelijke naam van dit geslacht is voor het eerst geldig gepubliceerd in 1988 door Boucek.

## Soorten
Het geslacht Ryhonos is monotypisch en omvat slechts de volgende soort:
- Ryhonos elegans Boucek, 1988